# Калев (компания)
«Ка́лев» (эст. Kalev) — до 13 июня 2006 года самостоятельная кондитерская компания в Эстонии и до 2 февраля 2018 года название компании «Orkla Eesti AS». Вела свою историю с 1806 года. В советское время называлась Кондитерской фабрикой «Калев» и была награждена орденом Трудового Красного Знамени.

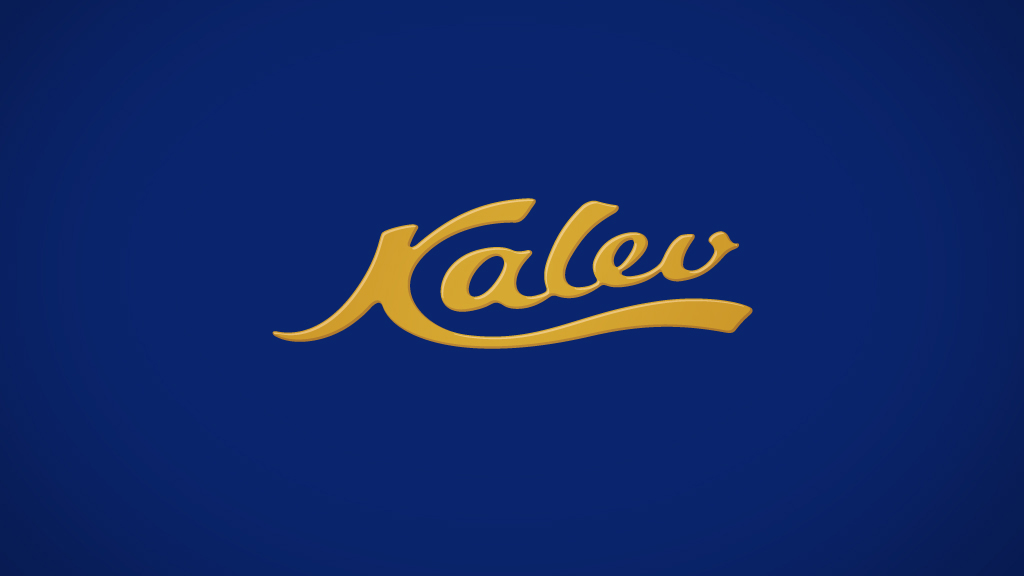
Логотип торговой марки «Kalev» до 2022 года

В настоящее время бывшее предприятие «Kalev» является структурной единицей компании «Orkla Eesti AS», которая также включает в себя консервное производство в городе Пылтсамаа (бывшее предприятие «Põltsamaa Felix AS», в советское время — Пылтсамааский сельскохозяйствнный комбинат Эстонского республиканского союза потребительских обществ).
Kalev, Põltsamaa и Felix — одни из двадцати двух товарных знаков международной компании «Orkla».
До 2003 года цеха кондитерской фабрики «Kalev» находились в Таллине. С 2003 года цеха, работающие под маркой Kalev, располагаются в деревне Лехмья, волость Раэ, уезд Харьюмаа. Завод компании, работающий под маркой Felix, находится в городе Пылтсамаа, уезд Йыгевамаа.

## XIX век
История компании «Калев» началась в 1806 году, когда кондитер Лоренц Кавиезель открыл собственное дело в Ревеле на улице Пикк, где сейчас располагается кафе «Maiasmokk» (с эст. — «Сладкоежка»).
В 1864 году бизнес, который много раз сменил владельца, перешёл во владение Георгу Иоганну Штуде. После десяти лет работы Штуде решил расширить бизнес: он купил соседний дом и на месте этих двух домов построил новые, более прочные здания, которые стоят до сих пор.
Из продукции Штуде особенно высоким спросом пользовались фигурки из марципана и шоколадные конфеты ручной работы. Конфеты Штуде были известны даже за пределами Эстляндии. Так, к примеру, двор российского императора был постоянным покупателем до начала XX века.
Рецепты и методы производства, происходящие от кондитерской Штуде, до сих пор бережно охраняются и уважаются — по сей день марципановые фигурки и конфеты, которые были так известны ещё в XIX веке, являются изделями ручной работы.

## Первая половина XX века

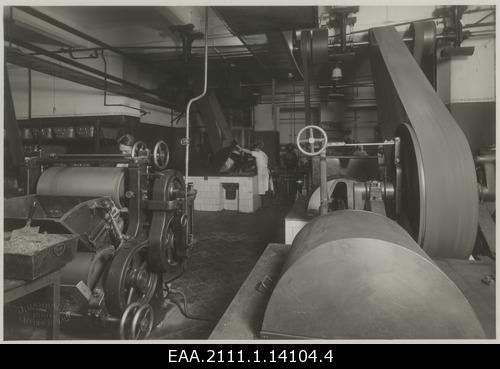
Зал изготовления шоколада на фабрике Kawe, 1920—1930-е годы

В начале XX века в Таллине были и другие пионеры кондитерской промышленности, которые могут рассматриваться как предшественники предприятия «Kalev». Одним из самых известных была кондитерская фабрика, принадлежащая акционерному обществу «Kawe», основанному в 1921 году братьями Карлом и Колла Веллнерами на улице Мюйривахе, 62. Высококачественная продукция «Kawe» была хорошо известна как в самой Эстонии, так и за рубежом, а компания экспортировала значительную долю своей продукции в такие страны, как Соединённые Штаты Америки, Англия, Тунис, Марокко, Франция, Индия и Китай.
В конце 1930-х годов «Kawe» и три крупных кондитерских фабрики «Ginovker», «Brandmann» и «Klausson» обеспечивали работой 75 % всех работников Эстонии, занятых в производстве кондитерских изделий. Конкуренцию с этими крупными производствами обеспечивал ряд более мелких предприятий: «Riola», «Endla», «Eelis», «Efect» и другие.

## Советский период
За присоединением Эстонии к СССР в 1940 году последовали большие изменения и в кондитерской промышленности. Это было время национализации и слияния компаний. В 1940 году завод «Riola» был объединён с бизнесом «Brandmann» и предприятие было переименовано в конфетный завод «Karamell». Позднее, к нему присоединилось и производство марципанов и шоколадных конфет Георга Штуде. Производство тортов и пирогов продолжалось в здании на улице Пикк, в котором по-прежнему работает кафе «Maiasmokk», очень популярное как у туристов, так и у жителей города.
Крупнейшая кондитерская фабрика Таллина, принадлежащая акционерному обществу «Kawe», была также национализирована и объединилась с конфетными фабриками «Efect», «Eelis», «Endla», «Soolid» и фабрикой сиропов «Ermos», расположенной на мызе Клооди (нем. Peuth, эст. Kloodi mõis) вблизи Раквере. Объединённое производство продолжало функционировать под именем «Kawe» до 1948 года. 1 апреля 1948 года компания была переименована в Кондитерскую фабрику «Калев» («Kalev»). Название было изменено по идеологическим причинам: кто-то пожаловался министру, что название «Kawe» было сформировано из инициалов прежних владельцев, а это считалось неприемлемым для советского предприятия. Был проведён конкурс на новое название. Существовало два предложения названия: «Punane Kompu» («Красная конфета») и «Kalev». Большинством всего в один голос определили, что новым названием будет Kalev.
В 1957 году в Пярну было открыто новое кондитерское объединение под именем «Uus Kalev» («Новый Калев»), которое слилось с «Karamell» год спустя. В 1962 году «Uus Kalev» и «Kalev» объединились в предприятие, до 2 февраля 2018 года функционировавшее как кондитерская фабрика «Kalev».
На протяжении всего советского периода фабрика «Kalev» работала на полную мощность и производила сладости не только для Эстонии, но и других республик СССР. Конфеты под маркой «Kalev» также нашли признание и за пределами Светского Союза, в результате чего эстонские кондитеры возвращались домой с призами нескольких международных ярмарок и выставок.
В 1966 году кондитерская фабрика «Калев» была награждена орденом Трудового Красного Знамени, а передовой работнице фабрики Айно Веево присвоено звание Героя Социалистического Труда.
Фабрика также известна производством первой советской жевательной резинки в 1968 году. Но затем она была запрещена: академик Петровский дал заключение, что жевать «резинку» — вредная привычка, к тому же пропагандирующая капиталистический образ жизни. Однако производство жевательной резинки было возобновлено в 1979 году, перед московской Олимпиадой. Было закуплено четыре линии по производству жевательной резинки — одна ушла на московский «Рот-Фронт», другая в Ленинград, третья в Ереван, четвёртая — в Таллин. Но так как на фабрике «Калев» уже отработали производство жевательной резинки на ирисочной линии, эстонская «жвачка» заняла больше половины рынка СССР.
В 1973 году духовой оркестр фабрики получил звание заслуженного оркестра Эстонской ССР.
В 1978 году на фабрике было произведено 36 785 тонн кондитерской продукции. На 1 января 1979 года численность работников составила 1860 человек.

## Постсоветское время

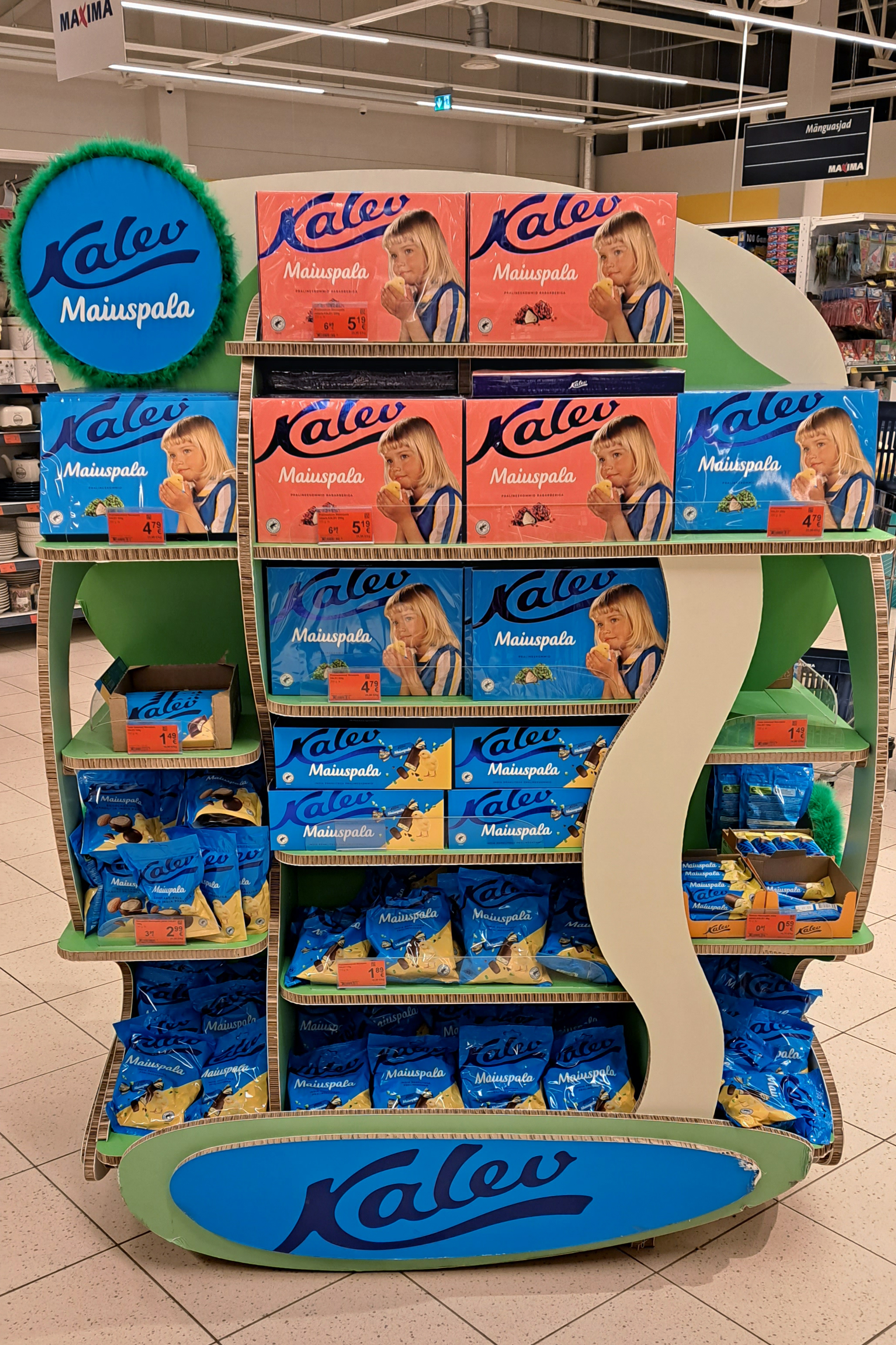
Ассортимент сладостей марки «Kalev» в магазине «Maxima», 2023 год

В 1991 году на базе кондитерской фабрики «Kalev» было создано государственное предприятие «Kalev». В 1995 году стала возможной приватизация государственного предприятия, и было создано открытое акционерное общество. С 1996 года акции «Kalev AS» котировались на Таллинской фондовой бирже.
2003 год был исторически важным для «Kalev»: компания переехала из Таллина в новый заводской комплекс в деревне Лехмья, волость Раэ.
В начале 2000-х годов фабрика «Kalev» являлась одним из немногих эстонских предприятий пищевой промышленности, основывающимся главным образом на эстонском капитале. На предприятиях группы работало около 800 человек.
Имея основным направлением производство кондитерских изделий и их розничную торговлю через кафе и кондитерские магазины, группа в настоящее время также имеет интересы в производстве мучных и хлебобулочных изделий, молочных продуктов и в рынке развития и управления недвижимостью.
13 июня 2006 года акционерное общество «Kalev AS» основало дочернее предприятие «Kalev Chocolate Factory AS», которое приняло у материнского предприятия производство и продажу шоколадных и сахарно-кондитерских изделий.
27 мая 2010 года акционерное общество «Kalev Chocolate Factory» стало дочерней компанией международного норвежского концерна «Orkla».

### Orkla Eesti AS
Со 2 февраля 2018 года новым названием компании «Kalev» стало «Orkla Eesti AS», при этом выпуск кондитерской продукции продолжился под торговой маркой Kalev. В состав компании также вошло консервное производство в Пылтсамаа (бывшее акционерное общество «Põltsamaa Felix AS»).
Торговый оборот компании в 2019 году составил 84 073 792 евро.
Торговый оборот:
| Год       | 2019 | 2020   | 2021   | 2022   | 2023   |
| --------- | ---- | ------ | ------ | ------ | ------ |
| Млн. евро | 84,1 | ↘ 82,2 | ↗ 86,1 | ↗ 91,9 | ↗ 96,5 |

Численность работников, первый квартал года:
| Год  | 2019 | 2020  | 2021  | 2022  | 2023  | 2024  | 2025  |
| ---- | ---- | ----- | ----- | ----- | ----- | ----- | ----- |
| Чел. | 515  | ↘ 498 | ↗ 499 | ↗ 526 | ↘ 493 | ↘ 468 | ↘ 409 |

Средняя брутто-зарплата работника в месяц, первый квартал года:
| Год  | 2019 | 2020   | 2021   | 2022   | 2023   | 2024   | 2025   |
| ---- | ---- | ------ | ------ | ------ | ------ | ------ | ------ |
| Евро | 1465 | ↗ 1540 | → 1540 | ↗ 1615 | ↗ 1845 | ↗ 1995 | ↗ 2400 |

## Галерея

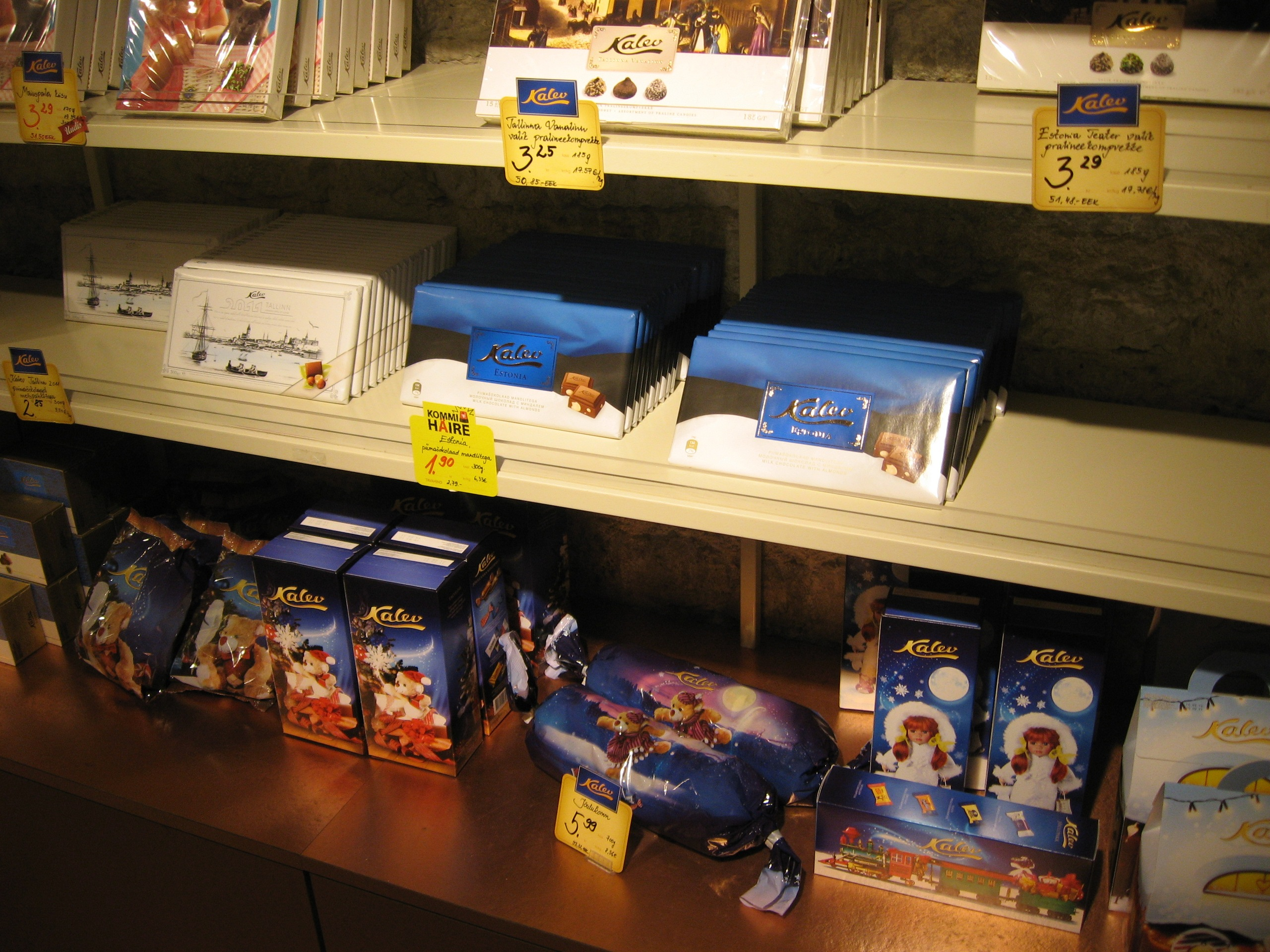
В фирменном магазине торговой марки «Kalev»
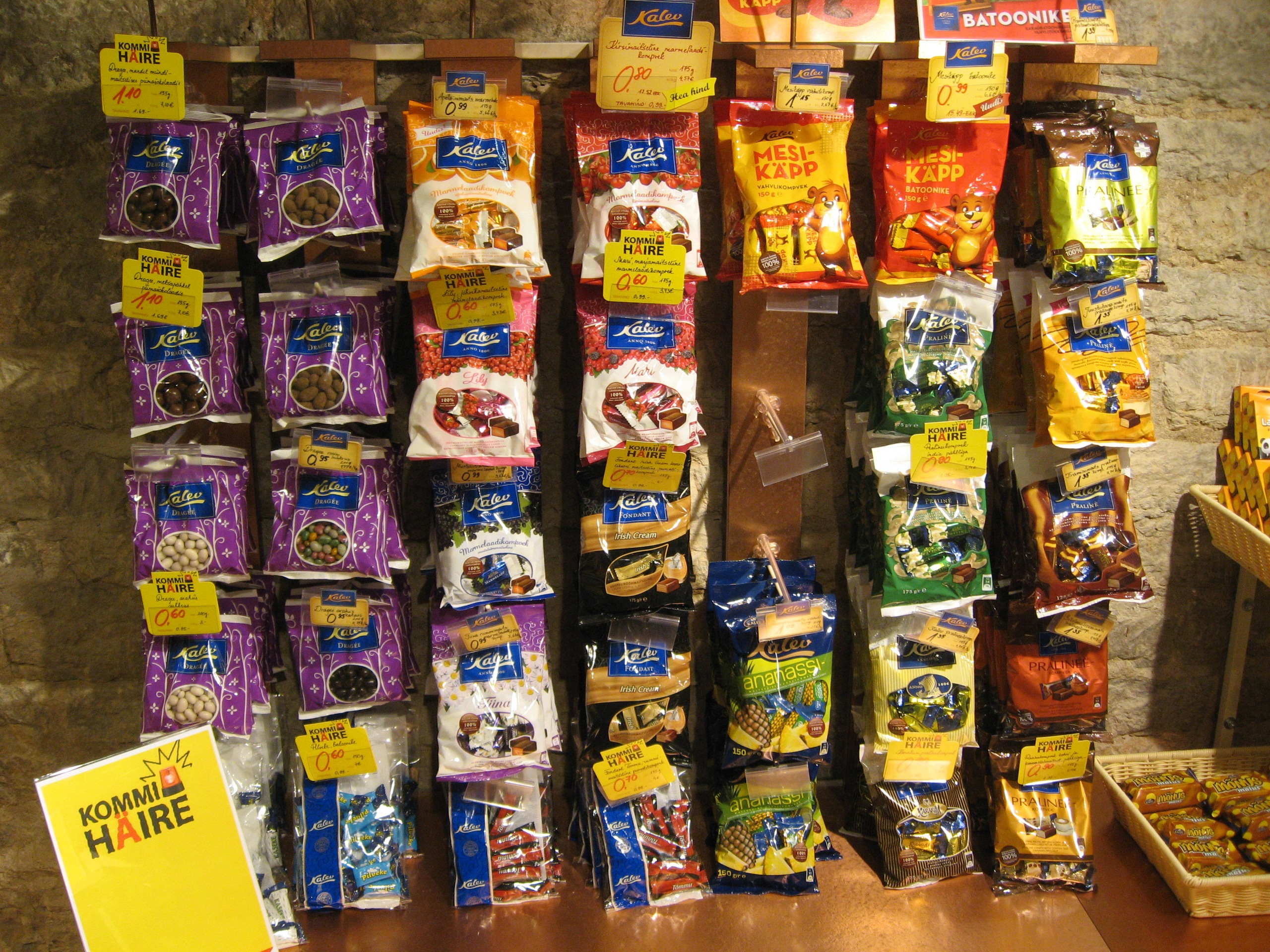
Конфеты торговой марки «Kalev»
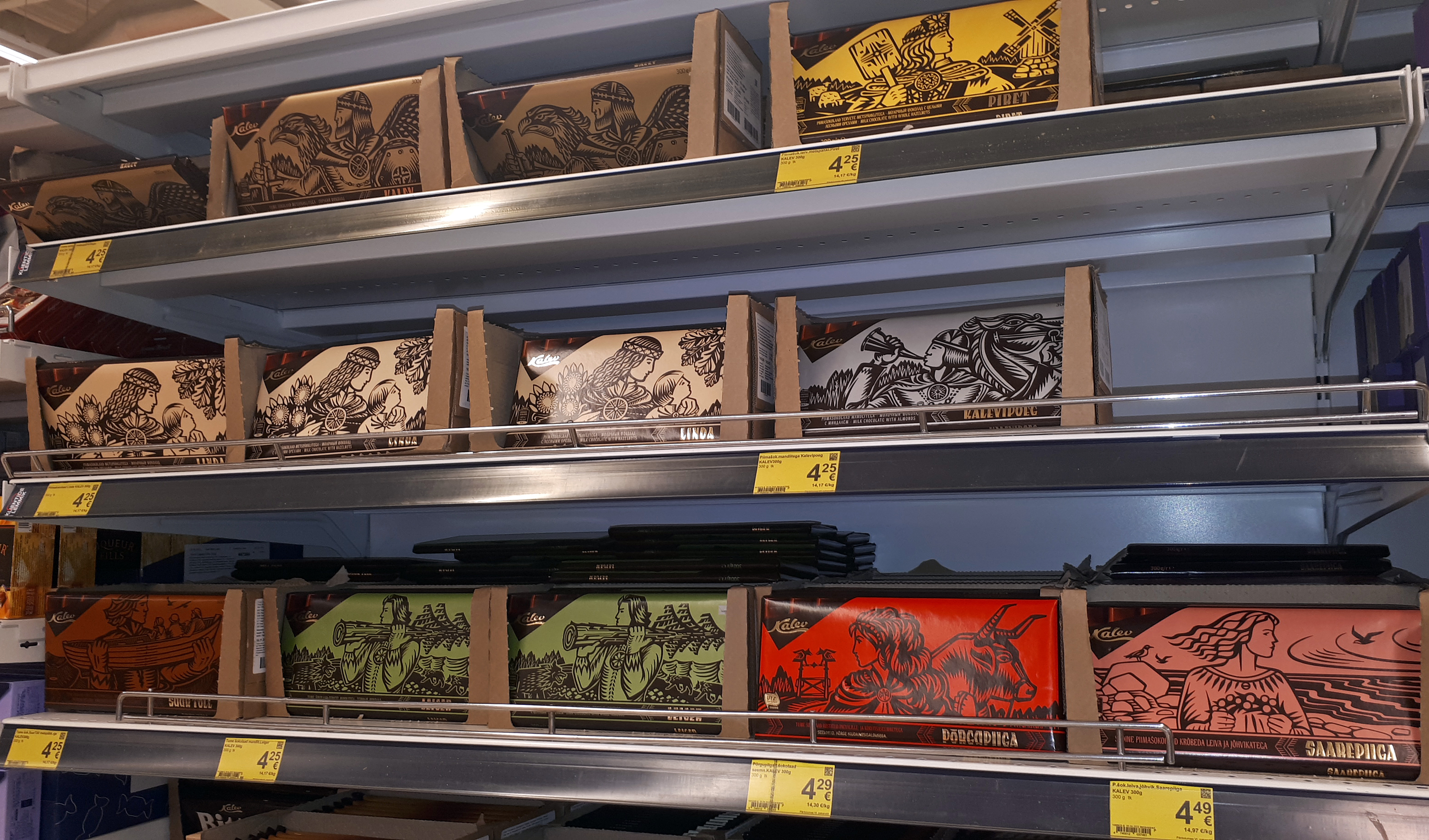
Восемь видов молочного и тёмного шоколада с орехами марки «Kalev» на прилавке таллинского магазина
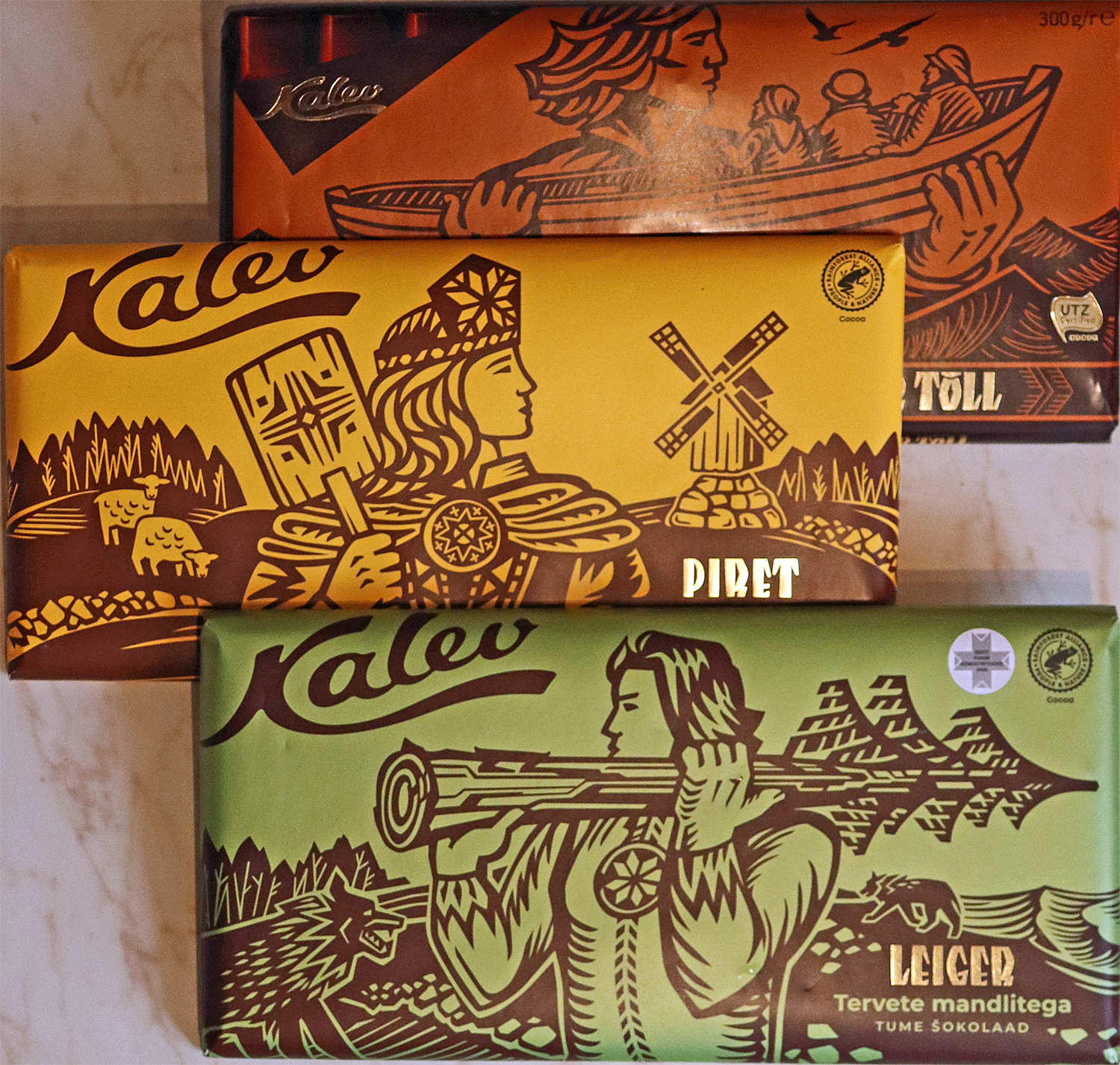
Шоколад «Большой Тылль», «Пирет» и «Лейгер»

| - Шоколад марки «Kalev» как пример шринкфляции - 2023 год: 100 г —> 90 г (вверху слева) - 2025 год: 200 г —> 190 г |